# Ruisseau de Lucmau
Le ruisseau de Lucmau est une  rivière du sud de la France c'est un affluent du Ciron donc un sous-affluent de la Garonne.

## Géographie
De 13,9 km de longueur, le ruisseau de Lucmau est une rivière qui prend sa source dans les Landes de Gascogne sur la commune de Lucmau dans la Gironde et se jette dans le Ciron en rive gauche sur la commune de Préchac sous le nom de ruisseau de Bagéran.

## Département et communes traversés
- Gironde : Préchac, Pompéjac, Lucmau.

## Principal affluent
- Ruisseau de Bourdieu : 2 km